# Клуб новых американцев
Клуб новых американцев (англ. New americans club) — ряд благотворительных обществ (касс взаимопомощи), созданных пережившими Холокост в Соединённых Штатах.

## История
Такие организации были созданы после окончания Второй мировой войны, в конце 1940-х годов. Лоуренс Н. Пауэлл из Тулейнского университета писал: «Примерно 140 000 переживших Холокост прибыли в Америку после 1948 года, когда Конгресс принял новый закон об иммиграции. Большинство из них поселились в районе Нью-Йорка. Остальные перебрались в новые дома через такие порты, как Новый Орлеан».
В основном пополнялись беженцами, осевшими в новых еврейских общинах, в отличие от старых городских центров, таких как Нью-Йорк, где оставшиеся в живых в основном присоединились к ландсманшафту предыдущего поколения. Такие объединения возникли по всей стране — в Лос-Анжелесе, Бостоне, Денвере, Индианаполисе, Далласе, Кливленде и многих других городах.
Они также организовались в 1961 году в ответ на пикетирование Джорджем Линкольном Рокуэллом и американской нацистской партией фильма «Исход» в Гражданском театре в Новом Орлеане. Хотя члены клуба призывали не проводить контр-демонстрации из-за мнения осторожных членов еврейской общины, опасавшихся новой волны антисемитизма, они чувствовали себя вынужденными бороться с Рокуэллом и его последователями из-за своего личного опыта в период правления нацизма в Европе.